# Vistes al mar (Eduard Toldrà)
Vistes al mar, amb el subtítol d'Evocacions poètiques, és una obra d'Eduard Toldrà per quartet de corda, inspirada en la poesia La Ginesta de Joan Maragall. Va ser estrenada el 31 de maig de 1921 al Palau de la Música Catalana. L'obra va rebre un important premi barceloní, el de la Fundació Concepció Rabell.

## Moviments
- La ginesta (Allegro con brio)
- Allà a les llunyanies de la mar (Lento)
- La mar estava alegre (Molto vivace)

## Context històric
A finals del segle xix, a Catalunya, ens trobam amb un moviment cultural i literari caracteritzat per l'afany de voler fer ressorgir la cultura i llengua catalana enfosquida durant segles a causa de les situacions històriques que havien enaltit la cultura castellana, la qual havia estat posada en un primer pla en tots els àmbits formals i culturals. Aquest corrent al qual ens referim va rebre per nom Renaixença i d'una manera o d'altre establirà les bases que determinaran els trets dels moviments politicoculturals de la pròxima centúria. Ja acabant la Renaixença, a Occident veim com floreix el Modernisme, un moviment cultural amb una forta voluntat de rompre amb tota la sistematització a la qual s'havia arribat amb la industrialització. Pel que fa a Catalunya -una de les comunitats amb més proliferació de la industrialització d'Espanya en aquell moment- el Modernisme va tenir un impacte bastant més fort, amb la intenció de canviar la societat catalana i d'adquirir unes formes més semblants a la natura. Ja entrats en les primeries del segle xx, a Catalunya coexisteixen dos moviments culturals i ideològics, l'esmentat Modernisme i el Noucentisme. El nom d'aquest darrer corrent va ser encunyat per Eugeni d'Ors amb un doble sentit: per una banda, i reflectint una de les característiques del Noucentisme que propugna la recuperació del món clàssic, empra el terme nou-cents com a continuació de les designacions emprades pels diferents períodes renaixentistes italians (Quattrocento i Cinquecento), i per altra banda, l'adjectiu “nou” oposat a “vell”, fent referència a l'oposició dels moviments precedents que tenia el Noucentisme.

## Etapes del compositor
Eduard Toldrà i Soler (Vilanova i la Geltrú, 7 d'abril del 1895 – Barcelona, 31 de maig del 1962) violinista, compositor i director d'orquestra, ha estat considerat una de les figures més influents i importants de la música catalana del segle xx, i un dels grans exponents del renaixement musical de les primeries del segle passat i també del Noucentisme musical. Dins de la vida musical de Toldrà podem veure tres etapes prou diferenciades:

### Primera etapa
De l'any 1907 al 1924, és una etapa en la qual es trasllada a Barcelona i veim la figura de Toldrà com a violinista. Ja des de ben jove, iniciat al món de la música pel seu pare, comença a destacar en concerts com a solista i a fer-se un lloc en les orquestres més representatives de la Barcelona d'inicis de segle. D'aquesta etapa podem destacar la recerca de Toldrà per constituir una formació de cambra amb una finalitat cultural i artística per enriquir la societat del moment, assetjada per les grans industrialitzacions i la vegada per les conseqüències de la Primera Guerra mundial i la seva postguerra. En un diari personal, que Toldrà escrivia de joventut, podem veure com la idea de recerca d'una formació cambrística es veu realitzada i materialitzada amb la creació del Quartet Renaixement fundat pel mateix Toldrà, els components del qual eren: primer violí Eduard Toldrà (16 anys), segon violí Josep Recansens (18 anys), viola Lluís Sánchez (23 anys) i violoncel Antoni Planàs (21 anys). Al llarg dels seus deu anys com a formació instrumental (1911-1921), el Quartet Renaixement va arribar a ser un conjunt molt reconegut amb un gran nombre d'actuacions i amb una projecció tant nacional, a Catalunya com a l'estat espanyol, com internacional.

### Segona etapa
Es correspon a la de Toldrà com a compositor, fora deixar de banda l'activitat com a violinista, centrada sobretot entre els anys 1924 i 1941 -ja que és on es concentra la major part de la seva activitat compositiva, perquè el seu catàleg d'obres s'estén des del 1914 amb el Quartet en Do menor fins al 1960 amb l'Aquarel·la del Montseny-. També compaginarà la tasca de compositor amb la de professor de violí en l'escola de música on va estudiar i seguirà quan aquesta es converteixi en Conservatori Superior on continuarà exercint com a mestre fins a les darreries de la seva vida. Resulta anecdòtic que l'etapa com a compositor fos una de les més extenses i prolíferes -si no pel nombre d'obres compostes, sí que ho va ser en l'espai temporal-, quan un jove Toldrà al seu diari personal, anteriorment esmentat, escrivia la següent frase: «...no he nascut pas jo per compositor!»”

### Tercera etapa
La darrera etapa de la vida musical de Toldrà, reconeguda com a director d'orquestra, s'inicia el 1941 fins a la seva sobtada mort el 1962. Toldrà va ser un dels impulsors de l'Orquestra Municipal de Barcelona, de la qual va ser nomenat director, i presentada davant la societat al Palau de la Música Catalana el 31 de març de 1944. A més, la seva activitat com a director el portà a dirigir orquestres nacionals i estrangeres. Dins d'aquesta etapa es veu obligat a deixar la seva vida com a violinista en un segon pla, i la seva activitat com a compositor es veu minvada a causa de les diferents exigències professionals, tant en l'àmbit educatiu com al professional. Una de les grans fites com a director, i que a la vegada va ser la seva darrera aparició en públic com a tal abans de la seva mort, va ser l'estrena mundial de l'obra l'Atlàntida de Manuel de Falla l'any 1961 primer a Barcelona el 26 de novembre i després el 30 de novembre a Cadis.

### Toldrà com a compositor
Pel que fa a la seva etapa i al seu llenguatge com a compositor, si haguéssim de resumir la seva estètica en una frase, podríem fer-ho amb allò que el mateix Toldrà definia com a la “voluntat de cantar amb sinceritat”. El gust per la música -fos quin fos l'estil- ben feta, no va seguir cap mena de manera de fer, ni tampoc va cercar crear escola del seu estil de compondre, únicament les seves obres estan impregnades de l'estil noucentista, tant pel seu ressò i claredat mediterrània com pel seu gran gust pel lirisme, tot això molt estretament lligat a la seva fascinació i estima per les lletres i la poesia, així doncs, dit pel mateix Toldrà:
"L'experiència literària era l'espurna que encenia una activitat creadora expressada, exclusivament, per mitjà d'elements musicals i només musicals”.
Aquesta idea estètica amb el regust d'espontaneïtat i la creació d'art en tant que art, ens recorda a l'estil de creació de Margall de la seva “teoria de la paraula viva”. Creim adequat citar a continuació en paraules de la mateixa Narcisa Toldrà -filla d'Eduard Toldrà- les que serien les línies principals en la creació de l'obra del mateix Toldrà:
"És clar, perquè hi ha una arrel molt forta, catalana, en la seva música, hi és moltíssim; el que passa és que aquest home es fica després en el món de la música, de la gran música, de tota la música, i se la fa seva. No li interessaven gens les tendències o les modes a l'hora d'escriure. Sí que li interessaven, naturalment, com un coneixement i perquè tot el que era música li interessava; però no a ell com a compositor; ell mai va pensar que pertanyia a un grup o a un altre; no, ell busca ser ell, i ser ell és el resultat d'això, de les seves arrels de músic nascut a Catalunya, de tot el que ha sentit; i tot això, sense que ell s'adoni, fa un sediment en el qual ell busca, i troba, la seva pròpia personalitat”.

## Vistes al mar
D'aquest gust per la literatura i del seu sentiment de mediterranisme, gràcies també a la inspiració de la lectura de la poesia La Ginesta de Joan Maragall, sorgeix el famós quartet de corda les Vistes al mar d'Eduard Toldrà. Antonio Fernández-Cid ho reflecteix de la següent manera, referint-se en una de les estances del compositor a Cantallops:
```
“El paseo, después, por las <<viñas verdes, cerca del mar>>, que glorificó en una canción, y la excursión al Mediterráneo mismo, el de las <<Vistas>> cuartetísticas”.
[
14
]
```

Les Vistes al mar, com ja hem dit, es tracta d'un quartet de corda creat l'any 1921. La influència de Toldrà a l'hora de compondre per a la dita formació de cambra ve directament per l'admiració que mostrava el mateix compositor pel repertori cambrístic dels quartets -amb la lectura i la interpretació, mitjançant el quartet creat per ell mateix, d'un gran nombre d'obres i d'un ampli ventall de compositors-, especialment per la figura de Beethoven, de fet, la formació que Toldrà liderava -el Quartet Renaixement- va ser la primera a executar la sèrie dels disset quartets de Beethoven per primera vegada a Barcelona. Les diferents influències que veim reflectides en les “Vistes al mar” les podem observar en les següents línies:
```
“La primera sensación que tenemos, es que la presencia de Cataluña se liga armoniosamente con el influjo impresionista. La segunda, es de que la escritura dominadora demuestra el conocimiento instrumental. La tercera, en fin, es de que la juventud espiritual que anima las frases del desarrollo de los temas, no está reñida con la perfección formal de quien no puede olvidar su ejecutoria que bebió en los más ilustres ejemplos de la especialidad, en cabeza esos diecisiete cuartetos de Beethoven que Toldrá interpretaba cuando tenía otros tantos años”.
[
16
]
```

Vistes al mar va ser estrenat pel Quartet Renaixement, en una de les darreres actuacions de la dita formació, el 31 de maig de 1921 al Palau de la Música en un concert per l'Associació d'Amics de la Música. També va ser guardonada amb el Premi Fundació Rabell de l'any 1920, posteriorment va ser arranjada pel mateix Toldrà per a orquestra de cambra. Aquesta obra, juntament amb els Sis Sonets per a violí i piano, són dos dels més clars exemples d'obres escrites amb un llenguatge instrumental específic i abstracte, sense referència narrativa ni programàtica i sorgides de la lectura emotiva d'uns poemes.

### Estructura formal
L'obra Vistes al mar, amb el subtítol Evocacions poètiques, està formada per tres moviments, Allegro con brio, Lento i Molto Vivace. Els tres moviments són lligats a diferents etiquetes literàries. El primer moviment, Costa brava, vol descriure des del punt de vista de la dita costa, el Mediterrani mitjançant l'agregació d'alguns aspectes de la melodia a la música tradicional catalana. El segon moviment, Nocturn, es tracta d'un petit poema contemplatiu i reflexiu, una invocació de la nit amb un gran sentiment davant la naturalesa viva i immensa. I finalment, el tercer moviment, Veles i reflexes, és un moviment viu, efusiu i impulsiu, simbolitzant un cant a la mar alegre. A més, en aquest darrer moviment podem observar un fet que és poc freqüent en les obres de Toldrà, la confrontació de dos perfils rítmics amb un caire sonatístic al marge del temàtic.